# Trophée John-B.-Sollenberger
Le trophée John-B.-Sollenberger, baptisé en l'honneur de John B. Sollenberger, qui fut directeur général et président des Hershey Bears et président de la Ligue américaine de hockey, est attribué annuellement au joueur ayant marqué le plus de points en saison régulière en LAH.
Le trophée a été remis pour la première fois en 1948.
À l'origine, le trophée se nommait trophée Wally Kilrea qui marqua 99 points pendant la saison 1942-1943 puis fut renommé trophée Carl Liscombe qui battit le record de Kilrea avec 118 points au cours de la saison 1947-1948 et enfin, en 1955, on lui donna le nom de John B. Sollenberger.

## Liste des vainqueurs
| Saison    | Joueur                        | Équipe                                              | Points |
| --------- | ----------------------------- | --------------------------------------------------- | ------ |
| 1947-1948 | Carl Liscombe                 | Reds de Providence                                  | 118    |
| 1948-1949 | Sid Smith                     | Hornets de Pittsburgh                               | 112    |
| 1949-1950 | Les Douglas                   | Barons de Cleveland                                 | 100    |
| 1950-1951 | Ab DeMarco                    | Bisons de Buffalo                                   | 113    |
| 1951-1952 | Ray Powell                    | Reds de Providence                                  | 97     |
| 1952-1953 | Eddie Olson                   | Barons de Cleveland                                 | 86     |
| 1953-1954 | George Sullivan               | Bears de Hershey                                    | 119    |
| 1954-1955 | Eddie Olson                   | Barons de Cleveland                                 | 88     |
| 1955-1956 | Zellio Toppazzini             | Reds de Providence                                  | 113    |
| 1956-1957 | Fred Glover                   | Barons de Cleveland                                 | 99     |
| 1957-1958 | Willie Marshall               | Bears de Hershey                                    | 104    |
| 1958-1959 | Bill Hicke                    | Americans de Rochester                              | 97     |
| 1959-1960 | Fred Glover                   | Barons de Cleveland                                 | 107    |
| 1960-1961 | Bill Sweeney                  | Indians de Springfield                              | 108    |
| 1961-1962 | Bill Sweeney                  | Indians de Springfield                              | 101    |
| 1962-1963 | Bill Sweeney                  | Indians de Springfield                              | 103    |
| 1963-1964 | Gerry Ehman                   | Americans de Rochester                              | 85     |
| 1964-1965 | Art Stratton                  | Bisons de Buffalo                                   | 109    |
| 1965-1966 | Dick Gamble                   | Americans de Rochester                              | 98     |
| 1966-1967 | Gordon Labossiere             | As de Québec                                        | 95     |
| 1967-1968 | Simon Nolet                   | As de Québec                                        | 96     |
| 1968-1969 | Jeannot Gilbert               | Bears de Hershey                                    | 100    |
| 1969-1970 | Jude Drouin                   | Voyageurs de Montréal                               | 106    |
| 1970-1971 | Fred Speck                    | Clippers de Baltimore                               | 92     |
| 1971-1972 | Don Blackburn                 | Reds de Providence                                  | 99     |
| 1972-1973 | Yvon Lambert                  | Voyageurs de la Nouvelle-Écosse                     | 104    |
| 1973-1974 | Steve West                    | Nighthawks de New Haven                             | 110    |
| 1974-1975 | Doug Gibson                   | Americans de Rochester                              | 116    |
| 1975-1976 | Jean-Guy Gratton              | Bears de Hershey                                    | 93     |
| 1976-1977 | André Peloffy                 | Indians de Springfield                              | 99     |
| 1977-1978 | Gordie Brooks et Rick Adduono | Firebirds de Philadelphie et Americans de Rochester | 98     |
| 1978-1979 | Bernie Johnston               | Mariners du Maine                                   | 95     |
| 1979-1980 | Normand Dubé                  | Voyageurs de la Nouvelle-Écosse                     | 101    |
| 1980-1981 | Mark Lofthouse                | Bears de Hershey                                    | 103    |
| 1981-1982 | Mike Kaszycki                 | Hawks du Nouveau-Brunswick                          | 118    |
| 1982-1983 | Ross Yates                    | Whalers de Binghamton                               | 125    |
| 1983-1984 | Claude Larose                 | Canadiens de Sherbrooke                             | 120    |
| 1984-1985 | Paul Gardner                  | Whalers de Binghamton                               | 130    |
| 1985-1986 | Paul Gardner                  | Americans de Rochester                              | 112    |
| 1986-1987 | Tim Tookey                    | Bears de Hershey                                    | 124    |
| 1987-1988 | Bruce Boudreau                | Indians de Springfield                              | 116    |
| 1988-1989 | Stephan Lebeau                | Canadiens de Sherbrooke                             | 134    |
| 1989-1990 | Paul Ysebaert                 | Devils de l'Utica                                   | 105    |
| 1990-1991 | Kevin Todd                    | Devils de l'Utica                                   | 118    |
| 1991-1992 | Shaun Van Allen               | Oilers du Cap-Breton                                | 113    |
| 1992-1993 | Don Biggs                     | Rangers de Binghamton                               | 138    |
| 1993-1994 | Tim Taylor                    | Red Wings de l'Adirondack                           | 117    |
| 1994-1995 | Peter White                   | Oilers du Cap-Breton                                | 105    |
| 1995-1996 | Brad Smyth                    | Monarchs de la Caroline                             | 126    |
| 1996-1997 | Peter White                   | Phantoms de Philadelphie                            | 105    |
| 1997-1998 | Peter White                   | Phantoms de Philadelphie                            | 105    |
| 1998-1999 | Domenico Pittis               | Americans de Rochester                              | 104    |
| 1999-2000 | Christian Matte               | Bears de Hershey                                    | 104    |
| 2000-2001 | Derek Armstrong               | Wolf Pack de Hartford                               | 101    |
| 2001-2002 | Donald MacLean                | Maple Leafs de Saint-Jean                           | 87     |
| 2002-2003 | Steve Maltais                 | Wolves de Chicago                                   | 86     |
| 2003-2004 | Pavel Rosa                    | Monarchs de Manchester                              | 88     |
| 2004-2005 | Jason Spezza                  | Senators de Binghamton                              | 117    |
| 2005-2006 | Kirby Law                     | Aeros de Houston                                    | 110    |
| 2006-2007 | Darren Haydar                 | Wolves de Chicago                                   | 122    |
| 2007-2008 | Jason Krog                    | Wolves de Chicago                                   | 112    |
| 2008-2009 | Alexandre Giroux              | Bears de Hershey                                    | 97     |
| 2009-2010 | Keith Aucoin                  | Bears de Hershey                                    | 106    |
| 2010-2011 | Corey Locke                   | Senators de Binghamton                              | 86     |
| 2012-2013 | Chris Bourque                 | Bears de Hershey                                    | 93     |
| 2012-2013 | Brandon Pirri                 | IceHogs de Rockford                                 | 75     |
| 2013-2014 | Travis Morin                  | Stars du Texas                                      | 88     |
| 2014-2015 | Brian O'Neill                 | Monarchs de Manchester                              | 80     |
| 2015-2016 | Chris Bourque                 | Bears de Hershey                                    | 80     |
| 2016-2017 | Kenny Agostino                | Wolves de Chicago                                   | 83     |
| 2017-2018 | Chris Terry                   | Rocket de Laval                                     | 71     |
| 2018-2019 | Carter Verhaeghe              | Crunch de Syracuse                                  | 82     |
| 2019-2020 | Sam Anas                      | Wild de l'Iowa                                      | 70     |
| 2020-2021 | Andrew Poturalski             | Gulls de San Diego                                  | 43     |
| 2021-2022 | Andrew Poturalski             | Wolves de Chicago                                   | 101    |
| 2022-2023 | Michael Carcone               | Roadrunners de Tucson                               | 85     |